# متشنكوفيلا سبيونية
متشنكوفيلا سبيونية (الاسم العلمي:Metchnikovella spionis) هي نوع من الفطريات تتبع جنس المتشنكوفيلا من الفصيلة المتشنكوفيلية.